# Aeroporto di Rimini - San Marino Federico Fellini
Luchthaven Rimini - San Marino (Italiaans: Aeroporto di Rimini - San Marino 'Federico Fellini') (IATA: RMI, ICAO: LIPR) is een luchthaven gelegen op Miramare, 5,0 km ten zuidoosten van Rimini en op 16 km afstand van San Marino.
De luchthaven is een belangrijke aanvlieghaven voor de toeristische kust aan de Adriatische Zee. Daarnaast is het de officiële luchthaven voor de ministaat San Marino. De luchthaven is vernoemd naar de Italiaanse filmmaker Federico Fellini.